# إستيلا مولي
إستيلا مولي (بالإسبانية: Estela Molly)‏ هي ممثلة أرجنتينية، ولدت في 19 أغسطس 1943 في بوينس آيرس في الأرجنتين، وتوفي بنفس المكان في 13 أغسطس 2017.

## وصلات خارجية
- إستيلا مولي على موقع IMDb (الإنجليزية)
- إستيلا مولي على موقع قاعدة بيانات الفيلم (الإنجليزية)